# Chelsea Football Club 1968-1969
Questa voce raccoglie le informazioni riguardanti il Chelsea Football Club nelle competizioni ufficiali della stagione 1968-1969.

## Stagione
Il campionato inglese inizia il 14 agosto 1968 e il Chelsea comincia con un 1-1 contro il Nottingham Forest, un 3-1 contro il West Bromwich Albion, un 2-3 contro il Newcastle United, un 4-0 contro il Manchester United, un 1-0 contro lo Sheffield Wednesday, un 2-2 contro il Tottenham Hotspur, un 1-1 contro l'Everton, un 1-0 contro il Coventry City, un 4-0 contro il Queens Park Rangers, un 1-1 contro il West Ham United. In seguito il club londinese ottiene un 1-2 contro il Burnley, un 3-1 contro l'Ipswich Town, 1-1 contro Sheffield Wednesday e Wolverhampton Wanderers, un 3-0 contro Leicester City, uno 0-2 contro Stoke City, un 2-0 contro Manchester City, un 1-2 contro Liverpool, un 2-3 contro il Southampton, un 1-0 contro l'Arsenal, un 1-1 contro il Leeds United, un 2-3 contro il Sunderland AFC. Contro il Wolverhampton pareggia 1-1, ottiene un 4-1 contro il Leicester, un 3-1 contro l'Ipswich, un 1-4 contro il Manchester City, un 1-2 contro il Liverpool, uno 0-5 contro il Southampton, uno 0-1 contro il Leeds, un 5-1 contro il Sunderland, un 1-0 contro lo Stoke, un 3-0 contro il West Bromwich, un 2-1 contro il Coventry, un 3-2 contro il Manchester United, uno 0-1 contro il Tottenham, un 2-1 contro l'Everton, un 1-1 contro il Newcastle, un 2-3 contro il Burnley, un 2-1 contro il Nottingham, uno 0-0 contro il West Ham. Il campionato termina con 2-1 contro l'Arsenal e il QPR che fanno terminare la squadra in quinta posizione.
Il Chelsea inizia l'FA Cup dal terzo turno, dove batte il Carlisle United 2-0, nel quarto turno pareggia 0-0 contro il Preston, nel replay lo batte 2-1, nel quinto turno vince 3-2 contro lo Stoke, nei quarti viene battuto 1-2 contro il West Bromwich.
Il club londinese inizia la Football League Cup dal secondo turno, dove batte 1-0 il Birmingham, mentre nel terzo pareggia 0-0 contro il Derby County, nel replay viene invece battuto 1-3 e quindi eliminato dalla competizione.
I Blues nella Coppa delle Fiere battono nel primo turno 5-0 all'andata e 4-3 al ritorno Greenock Morton, nel secondo turno pareggiano in entrambe le partite 0-0 contro il DWS Amsterdam.

## Maglie e sponsor
Nella stagione 1968-1969 del Chelsea non sono presenti né sponsor tecnici né main sponsor. La divisa primaria è costituita dalla maglia blu con colletto a girocollo, calzoncini blu e calzettoni bianchi. La divisa da trasferta è formata da una maglia gialla a girocollo, pantaloncini blu e calzettoni gialli.
| Casa | Trasferta |

## Rosa
Rosa e numerazione sono aggiornati al 31 maggio 1969.
| N. |                        | Ruolo | Calciatore      |
| -- | ---------------------- | ----- | --------------- |
|    | Inghilterra (bandiera) | P     | Peter Bonetti   |
|    | Irlanda (bandiera)     | D     | John Dempsey    |
|    | Inghilterra (bandiera) | D     | Ron Harris      |
|    | Inghilterra (bandiera) | D     | Marvin Hinton   |
|    | Scozia (bandiera)      | D     | Stewart Houston |
|    | Scozia (bandiera)      | D     | Eddie McCreadie |
|    | Inghilterra (bandiera) | D     | Ken Shellito    |
|    | Inghilterra (bandiera) | D     | David Webb      |
|    | Inghilterra (bandiera) | C     | Alan Birchenall |
|    | Scozia (bandiera)      | C     | John Boyle      |

| N. |                        | Ruolo | Calciatore      |
| -- | ---------------------- | ----- | --------------- |
|    | Scozia (bandiera)      | C     | Charlie Cooke   |
|    | Scozia (bandiera)      | C     | John Hollins    |
|    | Inghilterra (bandiera) | C     | Alan Hudson     |
|    | Inghilterra (bandiera) | A     | Tommy Baldwin   |
|    | Inghilterra (bandiera) | A     | Peter Houseman  |
|    | Inghilterra (bandiera) | A     | Ian Hutchinson  |
|    | Inghilterra (bandiera) | A     | Peter Osgood    |
|    | Sudafrica (bandiera)   | A     | Derek Smethurst |
|    | Inghilterra (bandiera) | A     | Bobby Tambling  |

## Calciomercato
| Arrivi | Arrivi          | Arrivi        | Arrivi   |
| R.     | Nome            | da            | Modalità |
| ------ | --------------- | ------------- | -------- |
| D      | John Dempsey    | Fulham        | ?        |
| A      | Ian Hutchinson  | Burton Albion | ?        |
| A      | Derek Smethurst | Durban City   | ?        |

| Partenze | Partenze     | Partenze     | Partenze |
| R.       | Nome         | a            | Modalità |
| -------- | ------------ | ------------ | -------- |
| C        | Ian Hamilton | Southend Utd | ?        |
| D        | Jim Thomson  | Burnley      | ?        |

## Statistiche

### Statistiche di squadra
| Competizione        | Punti | Totale | Totale | Totale | Totale | Totale | Totale |
| Competizione        | Punti | G      | V      | N      | P      | Gf     | Gs     |
| ------------------- | ----- | ------ | ------ | ------ | ------ | ------ | ------ |
| Campionato          | 50    | 42     | 20     | 10     | 12     | 73     | 53     |
| FA Cup              | -     | 5      | 3      | 1      | 1      | 8      | 5      |
| Football League Cup | -     | 3      | 1      | 1      | 1      | 2      | 3      |
| Coppa delle Fiere   | -     | 4      | 2      | 0      | 2      | 9      | 3      |
| Totale              | -     | 54     | 26     | 12     | 16     | 92     | 64     |